# Kingiseppskij rajon
Il Kingiseppskij rajon (in russo Кингисеппский район?) è un rajon dell'Oblast' di Leningrado, nella Russia europea occidentale; il capoluogo è la città di Kingisepp.